# Ровеньковский район
Ровеньковский район (укр. Ровеньківський район), (Ровеньковщина (укр. Ровеньківщина) — де-юре административная единица в Луганской области Украины, образованная в 2020 году. Административный центр — город Ровеньки.
Территория района оккупирована Россией в 2014—2015 гг.

## География
Район находится в южной части области.

## История
Впервые район был образован в 1920-е годы. 23 сентября 1959 года к Ровеньковскому району была присоединена часть территории упразднённого Успенского района. В 1963 году Ровеньковский район был упразднён.
Вновь район был образован Постановлением Верховной рады от 17 июля 2020 года в результате административно-территориальной реформы, в его состав были включены территории:
- Антрацитовского района,
- Городов областного значения Ровеньки, Хрустальный, Антрацит.

## Население
Численность населения района в укрупнённых границах — около 296,8 тыс. человек.

## Административное устройство
Район в укрупнённых границах с 17 июля 2020 года делится на 3 городские территориальные общины (громады):
- Ровеньковская городская община (город Ровеньки),
- Антрацитовская городская община (город Антрацит),
- Хрустальненская городская община (город Хрустальный).

Выборы в общины и в район в целом Украиной из-за их неподконтрольности украинским властям не проводятся Постановлением Верховной рады до восстановления конституционного строя и восстановления полного контроля Украины по государственной границе.